# Duilio Poggiolini
Duilio Poggiolini (Roma, 25 luglio 1929) è un dirigente pubblico italiano.
È stato direttore generale del servizio farmaceutico nazionale del Ministero della Sanità, coinvolto nell'inchiesta Mani Pulite sullo scandalo di Tangentopoli e condannato in via definitiva. È stato membro della P2.

## Biografia
Laureatosi in Medicina nel 1954, si specializzò in fisiologia e prima di diventare alto funzionario ebbe una carriera accademica nella capitale che lo portò a essere nominato professore di microbiologia nel 1963, poi di chemioterapia nel 1966, quindi di igiene nel 1972; proprio in quell'anno divenne ispettore generale al Ministero della Sanità.
Nel 1981 divenne il rappresentante italiano nell'Organizzazione mondiale della sanità per il programma sui farmaci essenziali. Nel 1991 fu eletto presidente della Commissione per i prodotti farmaceutici della CEE che si occupa dell'armonizzazione dei medicinali tra gli Stati europei membri della comunità economica. È stato anche vicepresidente della Commissione della Farmacopea italiana.
Il 20 settembre 1993 venne arrestato a Losanna, in Svizzera, per via di una serie di accuse legate a manipolazioni e tangenti nelle procedure di gestione del servizio sanitario, in favore di grandi aziende farmaceutiche. Poggiolini aveva tentato la fuga, ma la latitanza era stata di poche settimane.

### "Il Memoriale" Niente altro che la verità: I farmaci in Italia, le mie lotte, i miei errori
Nel 1995 Poggiolini ha pubblicato per la casa editrice L'Airone di Roma, un memoriale intitolato Niente altro che la verità: I farmaci in Italia, le mie lotte, i miei errori, che è stato un insuccesso editoriale tanto da essere, dopo alcuni mesi, ritirato e mandato al macero.
In copertina, con grafica bianco e nera con aggiunte in colore blu e azzurro, vi era una foto a mezzobusto di Poggiolini; il contenuto del memoriale, di 190 pagine, in realtà, al di là della premessa e delle conclusioni, era essenzialmente costituito da un'ampia descrizione documentata, con aggiunte alcune riflessioni, del sistema dei medicinali e delle case farmaceutiche. Divisi in 22 capitoli, si trovavano analisi motivate e spiegazioni sulle norme, sulle prassi, e sulle procedure internazionali, comunitarie e nazionali all'epoca in vigore sui farmaci, sulla spesa, sul mercato, sul funzionamento della Direzione generale del servizio farmaceutico, con un capitolo dedicato (il VII) al controllo degli emoderivati. Una cinquantina di pagine era costituita da un'appendice di tabelle e bibliografia. 
Oggi tale testo, seppure di difficile reperibilità (rimangono, comunque, alcune copie presso biblioteche del sistema bibliotecario nazionale), è dal punto di vista tecnico e scientifico completamente superato, costituendo quindi un documento d'interesse storico.

## Gli scandali

### Le tangenti nella sanità
Poggiolini venne inizialmente accusato di aver istruito procedure per cui venivano autorizzati aumenti di prezzo dietro versamento di compensi "una tantum" a Poggiolini e ad altre personalità del ministero. In seguito fu accusato di aver favorito l'ingresso di alcuni farmaci nel prontuario sanitario dietro compensi e regalie, in beni o denaro. Si ricorda in particolare la vicenda della cosiddetta "tangente Poggiolini" del 1991. Poggiolini, allora direttore generale del servizio farmaceutico del ministero, assieme al ministro della sanità Francesco De Lorenzo, ricevette una tangente da GlaxoSmithKline per un valore di 600 milioni di lire in cambio dell'obbligatorietà del vaccino Engerix B contro l'epatite B per i neonati.
All'atto dell'arresto vennero sequestrati oltre 15 miliardi di lire su un conto svizzero intestato alla moglie Pierr Di Maria: inoltre nella casa di Napoli della coppia vennero trovati diversi miliardi di lire in lingotti d'oro, gioielli, dipinti e monete antiche e moderne (fra cui rubli d'oro dello zar Nicola II e krugerrand sudafricani). Venne rinchiuso nel carcere napoletano di Poggioreale, dove fu sottoposto ad interrogatori da parte dei PM impiegati nell'inchiesta "Mani Pulite", tra cui Antonio Di Pietro, rimanendovi per sette mesi e dando numerose deposizioni.
Con l'esplodere dello scandalo, Poggiolini fu denominato con vari soprannomi dalla stampa, tra cui Il Re Mida della Sanità o Il boss della malasanità (o addirittura il mostro della malasanità); fino alla scoperta del tesoro, Poggiolini aveva avuto uno stile di vita sobrio, quasi povero, ma all'atto della perquisizione furono necessarie dodici ore per catalogare i tesori nascosti negli armadi e persino, fatto che divenne poi "macchietta" del personaggio, in divani, materassi e pouf. Gli illeciti secondo quanto emerso in sede di processo erano compiuti tramite una "società a delinquere", composta da Duilio Poggiolini e dalla moglie Pierr Di Maria: il primo siglava gli atti, mentre la seconda procedeva a riscuotere i compensi.
La difesa chiese l'applicazione di attenuanti, in quanto la ricerca di ricchezze sarebbe stata per Poggiolini "un fatto morboso", tesi che non venne accolta dai giudici che con 48 ore di camera di consiglio lo condannarono in primo grado, il 21 luglio 2000, a sette anni e mezzo di reclusione e la moglie a quattro anni, escludendo però il reato di associazione a delinquere. Dei 40 episodi di tangenti contestati, venti vennero confermati.
L'appello ridusse la condanna a quattro anni e quattro mesi, e il verdetto fu confermato dalla Corte di cassazione, che dispose il sequestro di beni per 39 miliardi (29 per lui, 10 per lei). La condanna di Duilio Poggiolini è stata scontata prevalentemente agli arresti domiciliari e con l'opera nei servizi sociali, mentre le riduzioni di pena per Pierr Di Maria l'hanno portata a rientrare all'interno dei termini minimi per invocare la sospensione condizionale della pena.
Il 30 agosto 2006 Poggiolini ha beneficiato dell'indulto, vedendo la condanna ridotta di due anni, mentre la moglie Pierr Di Maria (Riposto, 4 gennaio 1929 – Roma, 30 ottobre 2007) era già tornata a vivere nella sua villa del quartiere romano dell'Eur insieme al figlio, affetto da una patologia cerebrale. 
La corte di cassazione sancisce nell'aprile 2012 con sentenza definitiva, confermando la sentenza della Corte dei Conti dell'aprile 2011, l'obbligo da parte di Poggiolini a risarcire 5 164 569 euro allo Stato per i reati di corruzione o concussione "ascritti ai convenuti che, negli anni 1982-1992, nelle posizioni rispettivamente rivestite nell'ambito della pubblica amministrazione, avevano percepito somme da numerose case farmaceutiche, producendo un danno erariale derivato dalla ingiustificata lievitazione della complessiva spesa farmaceutica". Nella stessa sentenza è coinvolto Francesco De Lorenzo.

### Il caso degli emoderivati infetti
Duilio Poggiolini è stato indagato anche dalla Procura della Repubblica di Trento per il reato di epidemia colposa. Secondo i dati dell'Associazione politrasfusi, tra il 1985 ed il 2008 sono state 2605 le vittime di trasfusioni con plasma infetto. Sono 66 000 le richieste di risarcimento giunte dai pazienti al Ministero della Salute; a dicembre 2008 circa 49 000 persone hanno ottenuto un assegno di 1080 euro a bimestre. Il risarcimento che lo Stato italiano ha chiesto a Duilio Poggiolini è di 60 milioni di euro.
Gli emoderivati, in particolare fattori della coagulazione destinati al trattamento dell'emofilia, non venivano controllati per la presenza di virus letali né trattati con inattivatori virali, cosa che ha portato alla commercializzazione di materiale infetto e al contagio dei pazienti riceventi. Dell'inchiesta - che nella sua struttura escludeva il dolo basandosi su una teoria della colpa per assenza di controlli - la Procura della Repubblica di Napoli (a cui era stata trasferita dal tribunale di Trento l'8 aprile 2003), aveva richiesto l'archiviazione il 18 giugno 2005 per prescrizione dei termini e impossibilità di prova del nesso di causalità.
A luglio del 2007 si erano tenute alcune udienze avanti l'VIII sez. G.I.P. di Napoli nel corso delle quali le parti civili avevano spiegato le motivazioni della loro netta opposizione alla richiesta di archiviazione. Il 27 dicembre 2007 il G.I.P. Maria Vittoria De Simone, in accoglimento dell'opposizione, ha ordinato alla Procura della Repubblica di Napoli di formulare l'imputazione di omicidio colposo plurimo a carico di Duilio Poggiolini ed altri 10 indagati. Di conseguenza, dopo più di 25 anni dai primi decessi per AIDS tra emofilici e talassemici, il 2008 ha visto in Italia l'avvio di uno storico processo penale per centinaia di morti italiani.
Il 31 luglio 2008 la Procura della Repubblica di Napoli ha effettivamente richiesto il rinvio a giudizio per omicidio colposo plurimo di Duilio Poggiolini e altri 10 imputati ed il 12 novembre 2008 si è tenuta l'udienza preliminare. Tuttavia il processo non ha superato la fase dell'udienza preliminare ed è stato interrotto per un vizio di forma nel mese di febbraio del 2009, con restituzione del fascicolo alla Procura della Repubblica.
Nel dicembre del 2013, dopo 5 anni di permanenza in indagini, il PM di Napoli ha depositato nuova richiesta di rinvio a giudizio sia per Duilio Poggiolini che per il resto degli indagati, Guelfo Marcucci ed i dirigenti delle aziende italiane Farmabiagini ed Aimaderivati.
Guelfo Marcucci ed i dirigenti delle aziende italiane sono stati rinviati a giudizio con decreto del GUP di Napoli Francesco De Falco Giannone il 9 maggio 2014, prima udienza dibattimentale fissata per il 29 dicembre 2014, VI sez. penale, giudice Ceppaluni.
Il 13 novembre 2014 lo stesso GUP di Napoli ha accolto la richiesta del PM nei confronti di Duilio Poggiolini, rinviando anche lui a giudizio (giudice Francesco Pellecchia) per omicidio colposo plurimo aggravato per la morte di nove emofiliaci italiani. In seguito alla richiesta del pubblico ministero Lucio Giugliano, i due procedimenti sono stati riuniti davanti alla giudice Ceppaluni in seguito sostituita dal giudice Antonio Palumbo. Il dibattimento si è aperto il 5 gennaio 2015 al Tribunale di Napoli e l'istruttoria è terminata il 10 dicembre 2018. Il 25 marzo 2019 è stato assolto insieme ad altri otto imputati perché il fatto non sussiste, accogliendo le richieste del pubblico ministero e dei difensori.